# Simbabwische Cricket-Nationalmannschaft in Pakistan in der Saison 2015
Die Tour der simbabwischen Cricket-Nationalmannschaft nach Pakistan in der Saison 2015 fand vom 22. bis zum 31. Mai 2015 statt. Die internationale Cricket-Tour war Bestandteil der Internationalen Cricket-Saison 2015 und umfasste drei ODIs und zwei Twenty20s. Pakistan gewann beide Serien mit jeweils 2–0.

## Vorgeschichte

### Einordnung
Für beide Mannschaften war es die erste Tour der Saison. Das letzte Aufeinandertreffen der beiden Mannschaften bei einer Tour war in der Saison 2013 in Simbabwe.

### Sicherheit
Es war die erste Tour eines Vollmitglieds des ICC seit den Anschlägen auf die sri-lankische Cricket-Nationalmannschaft in Lahore in 2009.
Entsprechend war Sicherheit das vordringliche Thema im Vorlauf der Tour. Spieler Simbabwes äußerten mehrfach Zweifel ob die Tour Sicher sei und der ICC entschied sich keine eigene Spieloffizielle nach Pakistan zu schicken. Am 17. Mai erfolgte die endgültige Freigabe des simbabwischen Verbandes. Im nach hinein wurde bekannt, dass der pakistanische Verband PCB den simbabwischen Spielern Geld zukommen ließ, damit sie sich bereit erklärten die Tour anzutreten.
Im Umfeld des Stadions gab es während des zweiten ODIs ein Selbstmordanschlag, woraufhin die Tour jedoch weitergeführt wurde.

## Stadien
Das folgende Stadion wurden für die Tour als Austragungsort vorgesehen und am 30. April 2015 festgelegt.
| Stadion         | Stadt  | Kapazität | Spiele                   |
| --------------- | ------ | --------- | ------------------------ |
| Gaddafi Stadium | Lahore | 60.000    | 1. – 3. ODI; 1. – 2. T20 |

## Kaderlisten
Simbabwe benannte seinen Kader am 12. Mai 2015.
Pakistan benannte seinen Twenty20-Kader am 19. Mai und seinen ODI-Kader am 24. Mai 2015.
| ODI | ODI | Twenty20 | Twenty20 |
| Pakistan | Simbabwe | Pakistan | Simbabwe |
| --- | --- | --- | --- |
| - Azhar Ali (K) - Sarfraz Ahmed (wk) - Ahmed Shehzad - Anwar Ali - Asad Shafiq - Babar Azam - Hammad Azam - Haris Sohail - Imad Wasim - Junaid Khan - Mohammad Hafeez - Mohammad Rizwan - Mohammad Sami - Shoaib Malik - Wahab Riaz - Yasir Shah | - Elton Chigumbura (K) - Chamu Chibhabha - Charles Coventry - Graeme Cremer - Craig Ervine - Roy Kaia - Hamilton Masakadza - Christopher Mpofu - Tawanda Mupariwa - Richmond Mutumbami (wk) - Tinashe Panyangara - Sikandar Raza - Vusi Sibanda - Prosper Utseya - Brian Vitori - Sean Williams | - Shahid Afridi (K) - Sarfraz Ahmed (VK, wk) - Ahmed Shehzad - Anwar Ali - Bilawal Bhatti - Hammad Azam - Imad Wasim - Mohammad Hafeez - Mohammad Rizwan - Mohammad Sami - Mukhtar Ahmed - Nauman Anwar - Shoaib Malik - Umar Akmal - Wahab Riaz | - Elton Chigumbura (K) - Chamu Chibhabha - Charles Coventry - Graeme Cremer - Craig Ervine - Roy Kaia - Hamilton Masakadza - Christopher Mpofu - Tawanda Mupariwa - Richmond Mutumbami (wk) - Tinashe Panyangara - Sikandar Raza - Vusi Sibanda - Prosper Utseya - Brian Vitori - Sean Williams |

## Twenty20 Internationals

### Erstes Twenty20 in Lahore
| 22. Mai Scorecard | Lahore | Simbabwe 172-6 (20)            | – | Pakistan 173-5 (19.3) |
|                   |        | Pakistan gewinnt mit 5 Wickets |   |                       |

### Zweites Twenty20 in Lahore
| 24. Mai Scorecard | Lahore | Simbabwe 175-3 (20)            | – | Pakistan 176-8 (19.4) |
|                   |        | Pakistan gewinnt mit 2 Wickets |   |                       |

## One-Day Internationals

### Erstes ODI in Lahore
| 26. Mai Scorecard | Lahore | Pakistan 375-3 (50)          | – | Simbabwe 334-5 (50) |
|                   |        | Pakistan gewinnt mit 41 Runs |   |                     |

Der simbabwische Kapitän Elton Chigumbura wurde auf Grund einer zu langsamen Spielweise seiner Mannschaft im ersten ODI für die verbliebenen zwei ODI gesperrt. Die Spieler Simbabwes erhielten zusätzlich eine Geldstrafe.

### Zweites ODI in Lahore
| 29. Mai Scorecard | Lahore | Simbabwe 268-7 (50)            | – | Pakistan 269-4 (47.2) |
|                   |        | Pakistan gewinnt mit 6 Wickets |   |                       |

### Drittes ODI in Lahore
| 31. Mai Scorecard | Lahore | Pakistan 296-9 (50) | – | Simbabwe 68-0 (9/46) |
|                   |        | No Result           |   |                      |

## Statistiken
Die folgenden Cricketstatistiken wurden bei dieser Tour erzielt.
| ODIs            | ODIs       | ODIs    | ODIs    | ODIs    | ODIs    | ODIs    | ODIs    | ODIs    |
| Batting         | Batting    | Batting | Batting | Batting | Batting | Batting | Batting | Batting |
| Spieler         | Mannschaft | Spiele  | Innings | Runs    | Average | HS      | 100s    | 50s     |
| --------------- | ---------- | ------- | ------- | ------- | ------- | ------- | ------- | ------- |
| Azhar Ali       | Pakistan   | 3       | 3       | 227     | 75,66   | 102     | 1       | 1       |
| Mohammad Hafeez | Pakistan   | 3       | 3       | 181     | 60,33   | 86      | 0       | 2       |
| Shoaib Malik    | Pakistan   | 3       | 3       | 151     | 75,50   | 112     | 1       | 0       |
| Haris Sohail    | Pakistan   | 2       | 2       | 141     |         | 89*     | 0       | 2       |
| Chamu Chibhabha | Simbabwe   | 2       | 2       | 138     | 138,00  | 99      | 0       | 1       |
| Bowling         |            |         |         |         |         |         |         |         |
| Spieler         | Mannschaft | Spiele  | Overs   | Wickets | Average | BBI     | 5W      | 10W     |
| Wahab Riaz      | Pakistan   | 3       | 22      | 5       | 23,00   | 3/47    | 0       | 0       |
| Sikandar Raza   | Simbabwe   | 3       | 16      | 3       | 35,66   | 3/59    | 0       | 0       |
| Graeme Cremer   | Simbabwe   | 2       | 20      | 3       | 36,00   | 2/52    | 0       | 0       |
| Shoaib Malik    | Pakistan   | 3       | 7       | 2       | 23,00   | 1/13    | 0       | 0       |
| Prosper Utseya  | Simbabwe   | 1       | 10      | 2       | 31,50   | 2/63    | 0       | 0       |
| Yasir Shah      | Pakistan   | 3       | 16      | 2       | 37,50   | 2/40    | 0       | 0       |
| Chris Mpofu     | Simbabwe   | 2       | 16      | 2       | 60,00   | 2/50    | 0       | 0       |
| Anwar Ali       | Pakistan   | 3       | 21      | 2       | 78,50   | 1/55    | 0       | 0       |

| Twenty20s          | Twenty20s  | Twenty20s | Twenty20s | Twenty20s | Twenty20s | Twenty20s | Twenty20s | Twenty20s |
| Batting            | Batting    | Batting   | Batting   | Batting   | Batting   | Batting   | Batting   | Batting   |
| Spieler            | Mannschaft | Spiele    | Innings   | Runs      | Average   | HS        | 100s      | 50s       |
| ------------------ | ---------- | --------- | --------- | --------- | --------- | --------- | --------- | --------- |
| Mukhtar Ahmed      | Pakistan   | 2         | 2         | 145       | 72,50     | 83        | 0         | 2         |
| Hamilton Masakadza | Simbabwe   | 2         | 2         | 82        | 41,00     | 43        | 0         | 0         |
| Elton Chigumbura   | Simbabwe   | 2         | 2         | 75        | 37,50     | 54        | 0         | 1         |
| Sean Williams      | Simbabwe   | 2         | 2         | 74        | 74,00     | 58*       | 0         | 1         |
| Ahmed Shehzad      | Pakistan   | 2         | 2         | 73        | 36,50     | 55        | 0         | 1         |
| Bowling            |            |           |           |           |           |           |           |           |
| Spieler            | Mannschaft | Spiele    | Overs     | Wickets   | Average   | BBI       | 5W        | 10W       |
| Mohammad Sami      | Pakistan   | 2         | 8         | 4         | 18,50     | 3/36      | 0         | 0         |
| Sean Williams      | Simbabwe   | 2         | 8         | 3         | 21,66     | 2/32      | 0         | 0         |
| Shoaib Malik       | Pakistan   | 2         | 7         | 2         | 17,50     | 1/12      | 0         | 0         |
| Wahab Riaz         | Pakistan   | 1         | 4         | 2         | 19,00     | 2/38      | 0         | 0         |
| Graeme Cremer      | Simbabwe   | 2         | 6         | 2         | 27,50     | 2/28      | 0         | 0         |
| Chris Mpofu        | Simbabwe   | 2         | 7         | 2         | 28,50     | 2/25      | 0         | 0         |
| Brian Vitori       | Simbabwe   | 2         | 7.4       | 2         | 30,00     | 1/24      | 0         | 0         |

## Player of the Series
Als Player of the Series wurden die folgenden Spieler ausgezeichnet.
| Serie | Player of the Series |
| ----- | -------------------- |
| ODI   | Azhar Ali            |
| T20   | Mukhtar Ahmed        |

### Player of the Match
Als Player of the Match wurden die folgenden Spieler ausgezeichnet.
| Spiel  | Player of the Match |
| ------ | ------------------- |
| 1. T20 | Mukhtar Ahmed       |
| 2. T20 | Mukhtar Ahmed       |
| 1. ODI | Shoaib Malik        |
| 2. ODI | Azhar Ali           |